# Molobratia
Genre
Molobratia est un genre de diptères de la famille des Asilidae.

## Liste des espèces
Selon GBIF (1 juillet 2025) :
- Molobratia bokhai Lehr, 1999
- Molobratia chujoi Nagatomi, Imaizumi & Nagatomi, 1989
- Molobratia egregia (Loew, 1869)
- Molobratia hoabinhensis Tomasovic & Bartolozzi, 2018
- Molobratia inopinatus (Walker, 1860)
- Molobratia inopportunus (Walker, 1860)
- Molobratia japonica (Bigot, 1878)
- Molobratia kanoi Hradský, 1980
- Molobratia marmorata (Geoffroy, 1785)
- Molobratia nipponi Hradský, 1980
- Molobratia pekinensis (Bigot, 1878)
- Molobratia purpuripennis (Matsumura, 1916)
- Molobratia sapporensis (Matsumura, 1916)
- Molobratia takasagensis (Matsumura, 1916)
- Molobratia tenthredoides (Scopoli, 1763)
- Molobratia teuton (Macquart, 1834)
- Molobratia teutona (Linnaeus, 1767)
- Molobratia triangulata Haupt & Azuma, 1998
- Molobratia youngi Geller-Grimm, 2005

## Systématique
Le nom valide complet (avec auteur) de ce taxon est Molobratia Hull, 1958.
Torsten Dikow (d) classe ce genre dans la sous-famille des Dasypogoninae,.